# Ozarîci, Konotop
Ozarîci (în ucraineană Озаричі) este un sat în comuna Prîseimea din raionul Konotop, regiunea Sumî, Ucraina.

## Demografie
Componența lingvistică a localității Ozarîci
     Ucraineană (97,99%)
     Rusă (2,01%)
Conform recensământului din 2001, majoritatea populației localității Ozarîci era vorbitoare de ucraineană (97,99%), existând în minoritate și vorbitori de rusă (2,01%).